# Censo (Roma Antiga)
O censo (em latim: census), na Roma Antiga, era uma lista de cidadãos e de seus bens elaborada pelos censores. Com o tempo, contudo, o termo passou a designar somente uma lista de bens adquiridos, o que influenciaria para a criação do voto censitário, que reconhecia o direito político com base no próprio censo, ou seja, na riqueza possuída.

## História

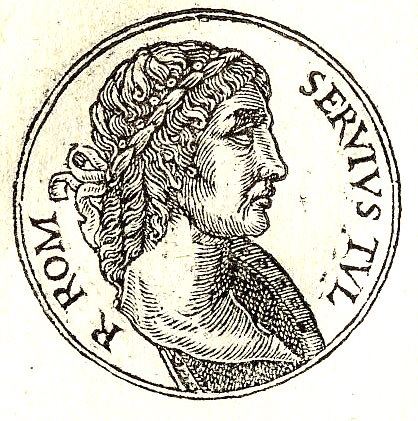
Sérvio Túlio

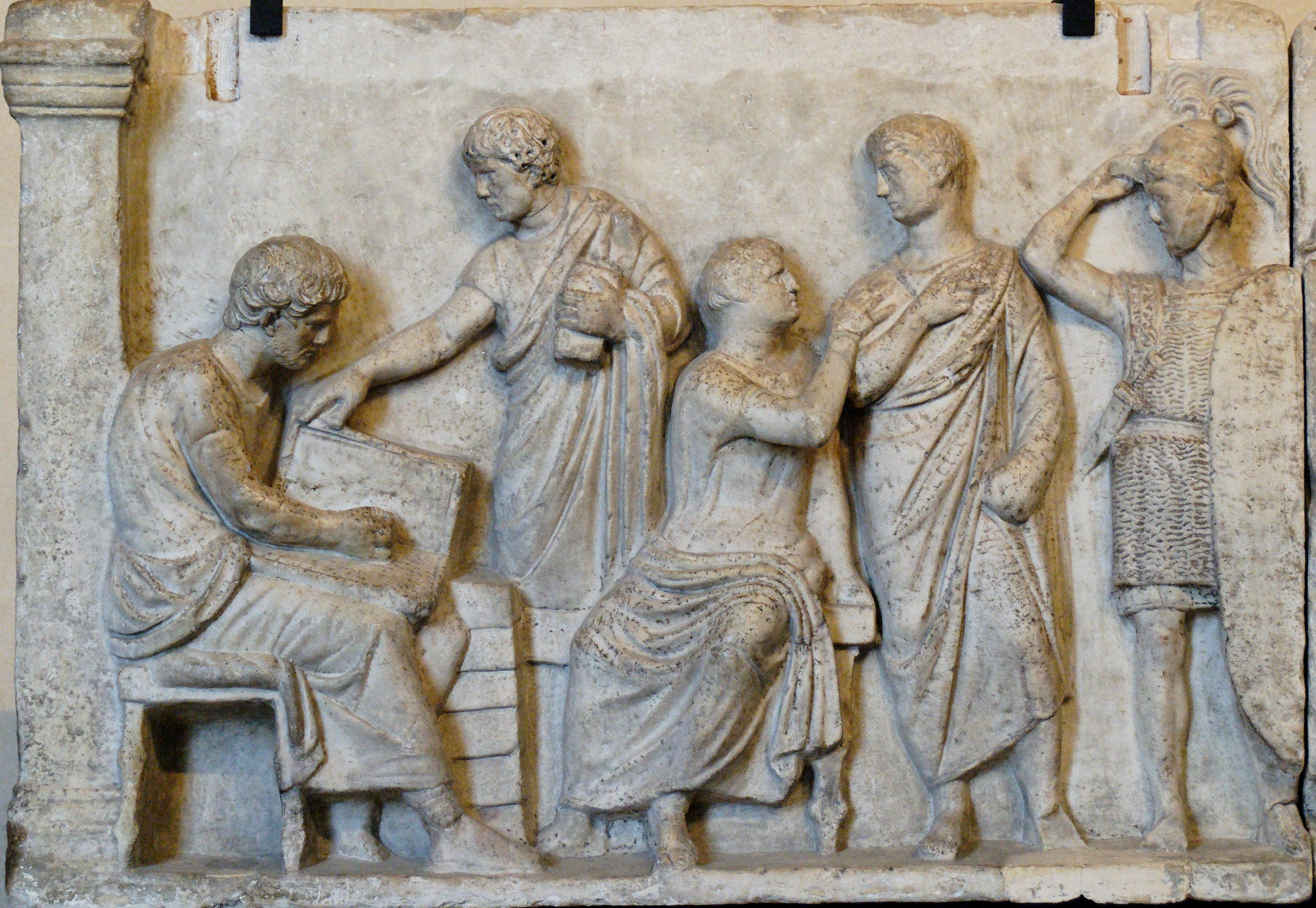
Baixo-relevo do Altar de Domínio Enobarbo representando uma operação de recenseamento: um empregado registra a declaração de um cidadão, enquanto o censor, colocando a mão no ombro de um cidadão, atribui-lhe uma centúria militar.

Segundo a tradição, o rei Sérvio Túlio (r. 578–535 a.C.) realizou a primeira reforma timocrática dos cidadãos romanos, dividindo-os por herança, dignidade, idade, profissão e função e inserindo estes dados nos registros públicos. Esta reforma foi essencial, a fim de determinar quais cidadãos tinham de cumprir serviço militar (obrigados a armar-se à sua própria custa e, portanto, chamados adsíduos). Eles foram divididos em cinco classes (seis se incluído os proletários) com base no censo.
Fora estas havia quatro classes complementares: seniores (mais de 46 anos) e juniores (17-46 anos), ou seja, capazes ou não de lutar; crianças (menores de 17 anos) e infantes (menores de 8 anos), ou seja, ainda não capazes de combater. Nesse novo sistema, a primeira classe, a dos ricos, podia arcar com o equipamento completo dos legionários, enquanto as demais eram gradualmente mais leves. Assim, as primeira três foram infantaria pesada, e as últimas foram infantaria leve.
A estratificação social definida pelo censo se refletiu, consequentemente, na organização militar da seguinte forma:
1. A primeira classe era formada de 80 centúrias de infantaria,[8] que podia ter uma renda maior de 100 000 asses. Era a classe majoritária que constituía a falange hoplítica do Reino de Roma; a primeira linha.[9]
2. A segunda tinha 20 centúrias e uma renda entre 75 000 e 100 000 asses. Constituía a segunda linha.[8][9]
3. A terceira, de mais de 20 centúrias de infantaria leve, tinha renda entre 50 000 e 75 000 asses.[8][9]
4. A quarta, também com mais de 20 centúrias de infantaria leve, possuía renda entre 25 000 e 50 000.[9][10]
5. A quinta era formada por 30 centúrias de infantaria leve e tinha uma renda de apenas 11 000-25 000 asses.[9][10][11]

Aqueles que recebiam uma renda inferior a 11 000 asses eram organizados numa centúria e dispensados das obrigações militares (cujos membros foram chamados proletários), exceto nos casos onde havia perigos especiais à Roma. E a partir das Guerras Púnicas, também implicou em serviço naval.
Com o fim da Segunda Guerra Púnica, houve uma nova redução do censo mínimo necessário para passar da condição de proletário para adsíduo, ou seja, para o serviço militar dentro das cinco classes segundo estabelecido por Sérvio Túlio. De fato, ao longo de três séculos, o valor caiu de 11 000 asses para 4 000 nos anos 214-212 a.C. (equivalendo aos 400 dracmas de prata de Políbio no final do século III a.C.) e então para 1 500 para os anos 133-123 a.C., como relatado por Cícero. Isso indica uma proletarização lenta e gradual do exército romano em meio a busca de homens armados em função das novas conquistas no mar Mediterrâneo. Neste ponto, por conseguinte, é claro que muitos dos trabalhadores tinham sido admitidos nominalmente permitidos entre os adsíduos.
Com a reforma de Mário do exército romano, aboliu-se a conscrição pela riqueza, de modo que a partir daquele momento os cidadãos menos abastados foram mantidos pelo Estado, recebendo estipêndio, alimentação, alojamento e equipamentos, enquanto os soldados veteranos enviados em licença, obtiveram uma pensão sob a forma dotações de terras em suas colônias e, mais tarde, também da cidadania romana.

## Valores dos censos
Os censos romanos conhecidos pelos cronista são 37 em número e variaram entre 508 e 28 a.C., com um número teórico de 96 censos em períodos de 5 anos. As incertezas são possível por erros de transcrição em manuscritos. Karl Julius Beloch corrigiu vários valores que claramente afastaram a tendência geral. Os valores descritos foram dados por Peter Astbury Brunt:

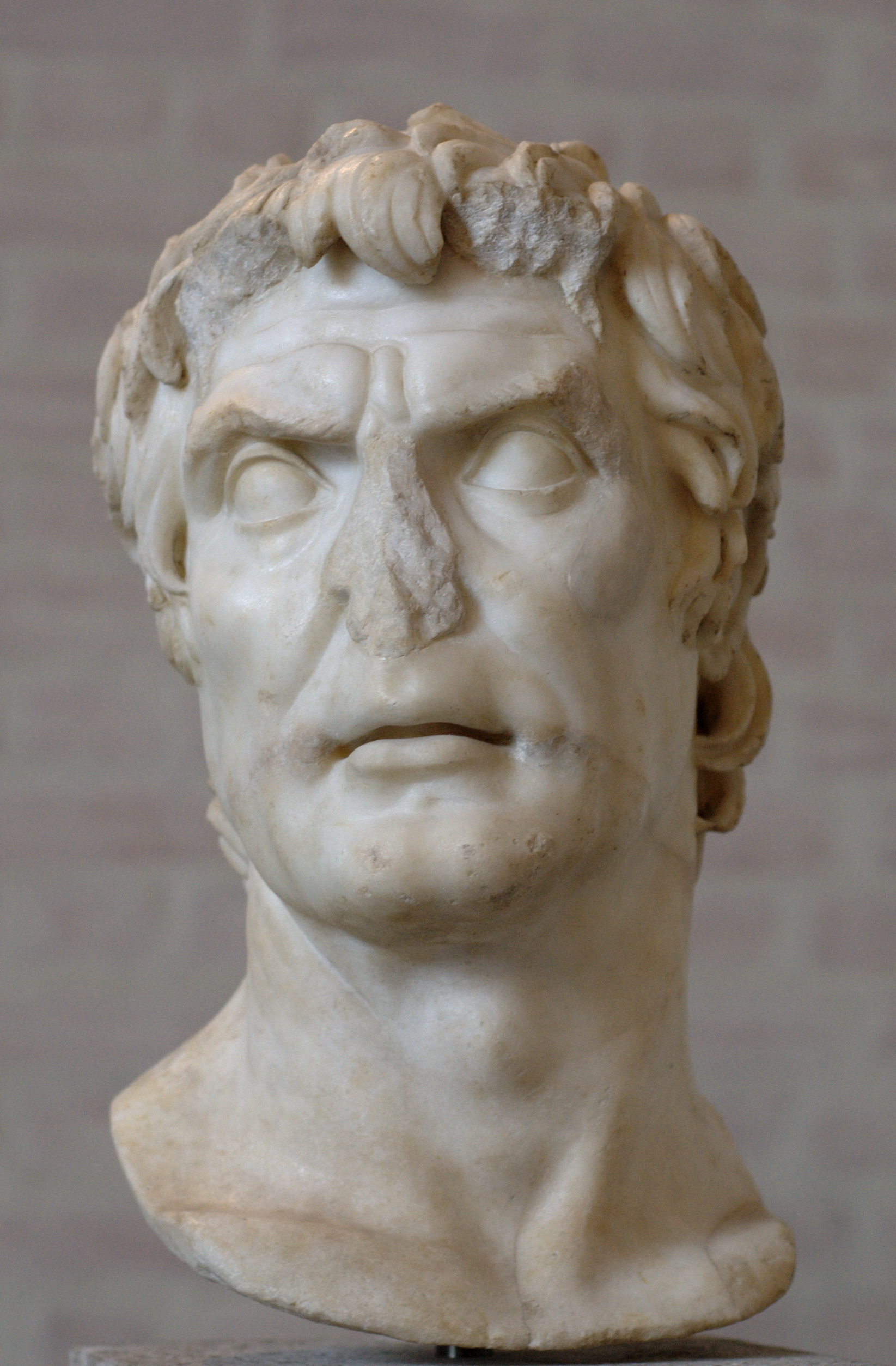
Busto de Sula. Atualmente na Gliptoteca de Munique

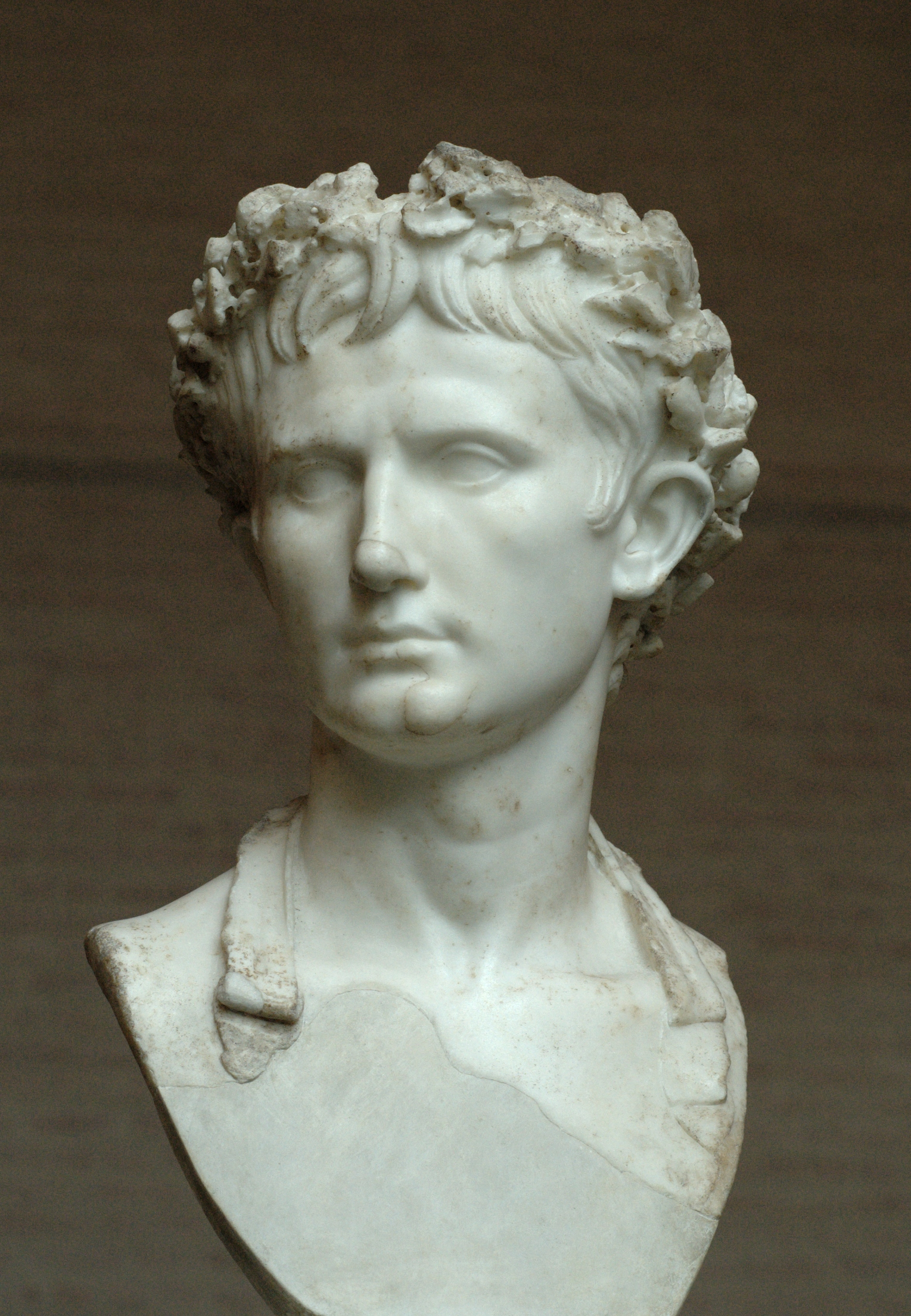
Augusto com a coroa cívica. Na Gliptoteca de Munique

| Data         | Valor       | Fonte                                                | Comentários               |
| 508 a.C.     | 130 000     | Dionísio de Halicarnasso, V.20                       |                           |
| 503 a.C.     | 120 000     | Jerônimo de Estridão Ol, 69.1                        |                           |
| 498 a.C.     | 150 700     | Dionísio de Halicarnasso, V.75                       |                           |
| 493 a.C.     | 110 000     | Dionísio de Halicarnasso, VI.96                      |                           |
| 474 a.C.     | 103 000     | Dionísio de Halicarnasso, IX.36                      |                           |
| 465 a.C.     | 104 714     | Tito Lívio, III.3                                    | « Sem viúvas e órfãos »   |
| 459 a.C.     | 117 319     | Tito Lívio, III, 24 Eutrópio, I.16                   |                           |
| 393−2 a.C.   | 152 573     | Plínio, o Velho , História Natural, XXX.10.16        |                           |
| 340 a.C.     | 165 000     | Eusébio de Cesareia, Ol, 110.1                       |                           |
| 323 a.C.     | 150 000     | Orósio, V, 22, 2 Eutrópio, V.9                       |                           |
| 294−3 a.C.   | 262 321     | Tito Lívio, X.47                                     |                           |
| 289−8 a.C.   | 272 000     | Tito Lívio, Periocas, XI                             |                           |
| 280−79 a.C.  | 287 222     | Tito Lívio, Periocas, XIII                           |                           |
| 276−75 a.C.  | 271 224     | Tito Lívio, Periocas, XIII                           |                           |
| 265−4 a.C.   | 292 234     | Eutrópio, II, 18                                     | 382 233 nas Periocas, XVI |
| 252−51 a.C.  | 297 797     | Tito Lívio, Periocas, XVIII                          |                           |
| 276−75 a.C.  | 241 712     | Tito Lívio, Periocas, XIX                            |                           |
| 241−40 a.C.  | 260 000     | Jerônimo de Estridão, Ol, 134.1                      |                           |
| 234−33 a.C.  | 270 713     | Tito Lívio, Periocas, XX                             |                           |
| 209−08 a.C.  | 137 108     | Tito Lívio, XXVII, 36                                | Retificado em 237 108     |
| 204−03 a.C.  | 214 000     | Tito Lívio, XXIX, 37                                 |                           |
| 194−93 a.C.  | 143 704     | Tito Lívio, XXXV, 9                                  | Retificado em 243 704     |
| 189−88 a.C.  | 258 318     | Tito Lívio, XXXVIII, 36                              |                           |
| 179−78 a.C.  | 258 794     | Tito Lívio, Periocas, 41                             |                           |
| 174−73 a.C.  | 269 015     | Tito Lívio, XLII, 16                                 | 267 231 nas Periocas, 42  |
| 169−68 a.C.  | 312 805     | Tito Lívio, Periocas, 45                             |                           |
| 164−63 a.C.  | 337 022     | Tito Lívio, Periocas, 46 Plutarco, Aem., 38          |                           |
| 159−58 a.C.  | 328 316     | Tito Lívio, Periocas, 47                             |                           |
| 154−53 a.C.  | 324 000     | Tito Lívio, Periocas, 48                             |                           |
| 147−46 a.C.  | 322 000     | Eusébio de Cesareia, Ol., 158.3                      |                           |
| 142−51 a.C.  | 322 442     | Tito Lívio, Periocas, 54                             |                           |
| 136−35 a.C.  | 317 933     | Tito Lívio, Periocas, 56                             |                           |
| 131−30 a.C.  | 318 823     | Tito Lívio, Periocas, 59                             |                           |
| 125−24 a.C.  | 394 736     | Tito Lívio, Periocas, 60                             | ou 294 336 ?              |
| 115−114 a.C. | 394 336 (?) | Tito Lívio, Periocas, 73                             |                           |
| 86−85 a.C.   | 463 000     | Jerônimo de Estridão, Ol, 173.4                      | ou 963 000 ?              |
| 70−69 a.C.   | 910 000     | Tito Lívio, Periocas, 98 Flégon de Trales, fr. 12, 7 |                           |
| 28 a.C.      | 4 063 000   | Augusto, Os Feitos do Divino Augusto, 8.2            |                           |
| 8 a.C.       | 4 233 000   | Augusto, Os Feitos do Divino Augusto, 8.3            |                           |
| 14 d.C.      | 4 937 000   | Augusto, Os Feitos do Divino Augusto, 8.4[a]         |                           |
| 47 d.C.      | 5 984 000   |                                                      |                           |
| ------------ | ----------- | ---------------------------------------------------- | ------------------------- |

O salto quantitativo de 70 a.C. marca a extensão da cidadania para os italianos. A pausa por mais de uma geração advém da censura imposta por Sula e a retomada pelo imperador romano Augusto (r. 27 a.C.–14 d.C.). Um novo salto quantitativo em 28 a.C. deve-se a uma alteração da contagem, por pessoa, incluindo mulheres e crianças (provavelmente com mais de um ano), e não apenas homens e cidadãos adultos. Devido às lacunas do censos, os números são reduzidos, talvez até 20%.